# Edward Haight
Edward Haight (* 26. März 1817 in New York City; † 15. September 1885 in Westchester, New York) war ein US-amerikanischer Politiker. Zwischen 1861 und 1863 vertrat er den Bundesstaat New York im US-Repräsentantenhaus.

## Werdegang
Edward Haight wurde ungefähr zwei Jahre nach dem Ende des Britisch-Amerikanischen Krieges in New York City geboren und wuchs dort auf. In dieser Zeit besuchte er Gemeinschaftsschulen und arbeitete schon in jungen Jahren in einem Kontor (counting house). Später war er Großhändler für Kurzwaren (dry-goods) und verfolgte Bankgeschäfte. 1850 zog er nach Westchester. Er war Direktor der National Bank of New York. Dann gründete er 1856 die Bank of the Commonwealth of New York City und war bis 1870 ihr Präsident.
Politisch gehörte er zu jener Zeit der Demokratischen Partei an. Bei den Kongresswahlen des Jahres 1860 für den 37. Kongress wurde Haight im neunten Wahlbezirk von New York in das US-Repräsentantenhaus in Washington, D.C. gewählt, wo er am 4. März 1861 die Nachfolge von John B. Haskin antrat. Im Jahr 1862 kandidierte er für die Republikanische Partei für den 38. Kongress. Nach einer erfolglosen Wahl schied er nach dem 3. März 1863 aus dem Kongress aus.
Nach seiner Kongresszeit saß er in den Aufsichtsräten von mehreren Banken und Versicherungen. Er verstarb am 15. September 1885 in Westchester und wurde dann auf dem Trinity Church Cemetery in New York City beigesetzt.